# Otus icterorhynchus
Mocho-d'orelhas-de-bico-amarelo ou mocho-de-orelhas-ruivo (Otus icterorhynchus) é uma espécie de ave estrigiforme pertencente à família Strigidae encontrado em África.